# Championnat du Japon de football
Pour les articles homonymes, voir JSL.
Le championnat du Japon de football professionnel masculin, officiellement Meiji Yasuda J1 League (安田明治J1リーグ, Yasuda Meiji J1 rīgu) et communément appelé la J.League, est une compétition de football qui est pour le Japon le premier échelon national. Le match inaugural se tient le 15 mai 1993 par une rencontre entre l'équipe de Verdy Kawasaki et de Yokohama Marinos au Stade national de Tokyo.

## Organisation
Lors de la création des 2 divisions la J1 regroupait 16 équipes qui se rencontraient en deux phases (stages) de 15 matchs aller (first stage) puis retour (second stage). Depuis le début de l'année 2005, la J1 compte désormais 18 équipes et les 2 phases sont réunies en une seule saison qui se déroule de mars à décembre. Les 2 derniers de la division sont relégués en J2, et remplacés par les 2 premiers de celle-ci. De plus, le 16e de la J1 dispute ensuite deux matches de barrage (play-off) contre le 3e de J2. Le gagnant de ces barrages reste, ou est promu, en J1.
À noter qu'à l'issue de la saison 2004, la J1 comptait seulement 16 clubs, et devait passer à 18 en 2005. Aucun club ne devait donc être relégué directement. Les deux premiers de J2 furent promus normalement en J1 (Kawasaki Frontale et Omiya Ardija), et le dernier de J1 (Kashiwa Reysol) a simplement dû disputer les barrages contre le troisième de J2 (Avispa Fukuoka). Kashiwa ayant remporté les deux matches, il n'y eut donc aucune relégation de J1 vers J2 en 2004.
Inversement, à la fin de la saison 2005, le 16e de J1 (à nouveau Kashiwa Reysol) perdit en matches de barrages contre le 3e de J2 (Ventforet Kōfu) qui fut donc promu en J1 pour 2006, et il y eut donc 3 relégations de J1 vers J2 en 2005.
Le champion de J1 et ses deux dauphins décrochent une place qualificative pour l'édition de l'année suivante de la Ligue des champions de l'AFC, équivalent asiatique de la Ligue des champions de l'UEFA. L'équipe classée quatrième est également qualifiée si le vainqueur de la coupe nationale est déjà qualifié via le championnat.

## Palmarès
| Saison | Champion                | Vice-champion        | Meilleur(s) buteur(s)                                                       | Buts |
| ------ | ----------------------- | -------------------- | --------------------------------------------------------------------------- | ---- |
| 1993   | Verdy Kawasaki          | Kashima Antlers      | Ramón Díaz (Yokohama Marinos)                                               | 28   |
| 1994   | Verdy Kawasaki (2)      | Sanfrecce Hiroshima  | Frank Ordenewitz (JEF United Ichihara)                                      | 30   |
| 1995   | Yokohama F. Marinos     | Verdy Kawasaki       | Masahiro Fukuda (Urawa Red Diamonds)                                        | 32   |
| 1996   | Kashima Antlers         | Nagoya Grampus Eight | Kazuyoshi Miura (Verdy Kawasaki)                                            | 23   |
| 1997   | Júbilo Iwata            | Kashima Antlers      | Patrick Mboma (Gamba Osaka)                                                 | 25   |
| 1998   | Kashima Antlers (2)     | Júbilo Iwata         | Masashi Nakayama (Júbilo Iwata)                                             | 36   |
| 1999   | Júbilo Iwata (2)        | Shimizu S-Pulse      | Hwang Sun-hong (Cerezo Osaka)                                               | 24   |
| 2000   | Kashima Antlers (3)     | Yokohama F. Marinos  | Masashi Nakayama (Júbilo Iwata)                                             | 20   |
| 2001   | Kashima Antlers (4)     | Júbilo Iwata         | Will (Consadole Sapporo)                                                    | 24   |
| 2002   | Júbilo Iwata (3)        | Yokohama F. Marinos  | Naohiro Takahara (Júbilo Iwata)                                             | 26   |
| 2003   | Yokohama F. Marinos (2) | Júbilo Iwata         | Ueslei (Nagoya Grampus Eight)                                               | 22   |
| 2004   | Yokohama F. Marinos (3) | Urawa Red Diamonds   | Emerson (Urawa Red Diamonds)                                                | 27   |
| 2005   | Gamba Osaka             | Urawa Red Diamonds   | Clemerson (Gamba Osaka)                                                     | 33   |
| 2006   | Urawa Red Diamonds      | Kawasaki Frontale    | Washington (Urawa Red Diamonds) Magno Alves (Gamba Osaka)                   | 26   |
| 2007   | Kashima Antlers (5)     | Urawa Red Diamonds   | Juninho (Kawasaki Frontale)                                                 | 22   |
| 2008   | Kashima Antlers (6)     | Kawasaki Frontale    | Marquinhos (Kashima Antlers)                                                | 21   |
| 2009   | Kashima Antlers (7)     | Kawasaki Frontale    | Ryoichi Maeda (Júbilo Iwata)                                                | 20   |
| 2010   | Nagoya Grampus          | Gamba Osaka          | Ryoichi Maeda (Júbilo Iwata) Joshua Kennedy (Nagoya Grampus)                | 17   |
| 2011   | Kashiwa Reysol          | Nagoya Grampus       | Joshua Kennedy (Nagoya Grampus)                                             | 19   |
| 2012   | Sanfrecce Hiroshima     | Vegalta Sendai       | Hisato Satō (Sanfrecce Hiroshima)                                           | 22   |
| 2013   | Sanfrecce Hiroshima (2) | Yokohama F. Marinos  | Yoshito Ōkubo (Kawasaki Frontale)                                           | 26   |
| 2014   | Gamba Osaka (2)         | Urawa Red Diamonds   | Yoshito Ōkubo (Kawasaki Frontale)                                           | 18   |
| 2015   | Sanfrecce Hiroshima (3) | Gamba Osaka          | Yoshito Ōkubo (Kawasaki Frontale)                                           | 23   |
| 2016   | Kashima Antlers (8)     | Urawa Red Diamonds   | Peter Utaka (Sanfrecce Hiroshima) Leandro (Vissel Kobe)                     | 19   |
| 2017   | Kawasaki Frontale       | Kashima Antlers      | Yu Kobayashi (Kawasaki Frontale)                                            | 23   |
| 2018   | Kawasaki Frontale (2)   | Sanfrecce Hiroshima  | Jô (Nagoya Grampus)                                                         | 24   |
| 2019   | Yokohama F. Marinos (4) | FC Tokyo             | Marcos Júnior (Yokohama F. Marinos) Teruhito Nakagawa (Yokohama F. Marinos) | 15   |
| 2020   | Kawasaki Frontale (3)   | Gamba Osaka          | Michael Olunga (Kashiwa Reysol)                                             | 28   |
| 2021   | Kawasaki Frontale (4)   | Yokohama F. Marinos  | Leandro Damião (Kawasaki Frontale) Daizen Maeda (Yokohama F. Marinos)       | 23   |
| 2022   | Yokohama F. Marinos (5) | Kawasaki Frontale    | Thiago Santana (Shimizu S-Pulse)                                            | 14   |
| 2023   | Vissel Kobe             | Yokohama F. Marinos  | Anderson Lopes (Yokohama F. Marinos) Yuya Osako (Vissel Kobe)               | 22   |
| 2024   | Vissel Kobe (2)         | Sanfrecce Hiroshima  | Anderson Lopes (Yokohama F. Marinos)                                        | 24   |

## Bilan par club
Le tableau suivant liste les clubs vainqueurs du championnat du Japon et, pour chaque club, le nombre de titre(s) remporté(s) et les années correspondantes par ordre chronologique.
| Rang | Club                | 2025        | Titre(s) | Année(s)                                       |
| ---- | ------------------- | ----------- | -------- | ---------------------------------------------- |
| 1    | Kashima Antlers     | J. League   | 8        | 1996, 1998, 2000, 2001, 2007, 2008, 2009, 2016 |
| 2    | Yokohama F. Marinos | J. League   | 5        | 1995, 2003, 2004, 2019, 2022                   |
| 3    | Kawasaki Frontale   | J. League   | 4        | 2017, 2018, 2020, 2021                         |
| 4    | Júbilo Iwata        | J. League 2 | 3        | 1997, 1999, 2002                               |
| 4    | Sanfrecce Hiroshima | J. League   | 3        | 2012, 2013, 2015                               |
| 6    | Tokyo Verdy         | J. League   | 2        | 1993, 1994                                     |
| 6    | Gamba Osaka         | J. League   | 2        | 2005, 2014                                     |
| 6    | Vissel Kobe         | J. League   | 2        | 2023, 2024                                     |
| 9    | Urawa Red Diamonds  | J. League   | 1        | 2006                                           |
| 9    | Nagoya Grampus      | J. League   | 1        | 2010                                           |
| 9    | Kashiwa Reysol      | J. League   | 1        | 2011                                           |

## Statistiques
- Clubs ayant réalisé le doublé Championnat / Coupe de l'Empereur : 5 clubs
  - 3 fois : Kashima Antlers (2000, 2007 et 2016)
  - 1 fois : Urawa Red Diamonds (2006), Gamba Osaka (2014), Kawasaki Frontale (2020) et Vissel Kobe (2024)
- Clubs ayant réalisé le doublé Championnat / Coupe de la Ligue : 3 clubs
  - 1 fois : Tokyo Verdy (1994), Kashima Antlers (2000) et Gamba Osaka (2014)
- Clubs ayant réalisé le doublé Championnat / Supercoupe : 5 clubs
  - 2 fois : Kashima Antlers (1998 et 2009)
  - 1 fois : Tokyo Verdy (1994), Urawa Red Diamonds (2006), Sanfrecce Hiroshima (2013) et Kawasaki Frontale (2021)
- Clubs ayant réalisé le doublé Championnat / Ligue des champions : 1 club
  - Júbilo Iwata (1999)
- Clubs ayant réalisé le doublé Coupe de l'Empereur/ Coupe de la Ligue : 3 club
  - 2 fois : Kashima Antlers (1997 et 2000)
  - 1 fois : Gamba Osaka (2014) et Cerezo Osaka (2017)
- Clubs ayant réalisé le doublé Coupe de l'Empereur/ Supercoupe du Japon : 6 club
  - 2 fois : Kashima Antlers (1997 et 2010)
  - 1 fois : Shimizu S-Pulse (2001), Júbilo Iwata (2003), Urawa Red Diamonds (2006), Kashiwa Reysol (2012) et Gamba Osaka (2015)
- Clubs ayant réalisé le doublé Coupe de la Ligue / Supercoupe du Japon : 4 club
  - 1 fois : Tokyo Verdy (1994), Kashima Antlers (1997), Gamba Osaka (2007) et Kawasaki Frontale (2019)
- Clubs ayant réalisé le doublé Coupe de l'Empereur/ Ligue des champions : 1 club
  - Gamba Osaka (2008)
- Clubs ayant réalisé le Triplé Championnat / Coupe de l'Empereur / Supercoupe : 1 club
  - 1 fois : Urawa Red Diamonds (2006)
- Clubs ayant réalisé le Triplé Championnat / Coupe de l'Empereur / Coupe de la Ligue : 2 club
  - 1 fois : Kashima Antlers (2000) et Gamba Osaka (2014)
- Clubs ayant réalisé le Triplé Championnat / Coupe de la Ligue / Supercoupe : 1 club
  - 1 fois : Tokyo Verdy (1994)
- Clubs ayant réalisé le Triplé Coupe de l'Empereur / Coupe de la Ligue / Supercoupe : 1 club
  - 1 fois : Kashima Antlers (1997)

## Logo

1993-2014
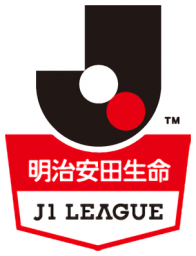
2015-2018
Depuis 2019-